# Орбіта Ліссажу
В астродинаміці орбіта Ліссажу (фр. вимова: [li.sa.ʒu]) — квазіперіодична орбіта, якою тіло може обертатися навколо колінеарних лагранжевих точок. Хоча такі орбіти загалом нестабільні, але космічні апарати можуть досить тривалий час перебувати на них не потребуючи вмикання двигунів.
Орбіти Ліссажу подібні до гало-орбіт. Останні є круговими та перпендикулярними до прямої, що з'єднує два основні тіла системи. На відміну від них орбіти Ліссажу нахилені й зазвичай дещо витягнуті. Траєкторія космічного апарата, що рухається такою орбітою, у проєкції на площину утворює фігури Ліссажу, звідки й пішла їх назва.